# Simbin
SimBin Studios AB var ett svenskt datorspelsföretag med fokus på racingsimulatorer till Microsoft Windows. SimBin släppte flera racingsimulatorspel, bland annat FIA GT racing game, GT Legends, RACE 07 (med bland annat expansionerna GTR Evolution, STCC – The Game, Race On och RACE Injection), gratisspelen Volvo – The Game och RaceRoom – The Game och gav 2013 ut RaceRoom Racing Experience. Företaget har även producerat RACE Pro till Xbox 360. När företaget var som störst hade det runt 100 medarbetare och konsulter knutna till sig. SimBin var ett pionjärföretag när det gäller distribuerad produktion och där majoriteten av medarbetarna satt på olika fysiska platser över hela världen. SimBins huvudkontor låg först i Vara i Sverige, men flyttades 2010 till Lidköping. De hade under olika perioder även studior i Göteborg., Falun samt London.

SimBin gick under ledning av Klaus Wohlfart i konkurs2014 och man startade med delar av personalen ett nytt bolag som fick det nya namnet Sector3 Studios AB. 2016 togs namnet SimBin återigen upp av en ny studio från Storbritannien; SimBin Studios UK genom Klaus Wohlfart och med det verkar alla band till det ursprungliga företaget vara klippta.
“SimBin Studios UK is a newly formed English game developer [...] Established in 2016 by veteran developers from the UK”

## Historia
SimBin Development Team AB grundades i juni 2003 av den tvåfaldiga svenska GT-mästaren Henrik Roos tillsammans med Johan Roos och Ian Bell. De arbetade från början som ett moddingteam (SBDT) och släppte en mod baserad på 2002 års säsong av FIA GT till Image Space Incorporateds spel F1 2002. Deras första riktiga spel, GTR – FIA GT Racing Game, blev även det baserat på FIA GT.
Många av utvecklarna av SimBins tidiga spel gick ihop med Ian Bell över till Blimey! Games under 2005 som senare köptes upp av Slightly Mad Studios den 8 januari 2009. Slightly Mad Studios har senare släppt spelen Need for Speed: Shift och Shift 2: Unleashed.
Den 30 mars 2012 lämnade Henrik och Johan Roos sina uppdrag i SimBin och Klaus Wohlfart tog då över VD-rollen. Henrik Roos köpte under senare delen av 2012 en bilfirma i Lidköping för att ägna sig åt bilar på heltid. medan Johan Roos fortsatte att utveckla RaceRoom tillsammans med Klaus Wohlfart.

## Ludografi
| Spel                             | Utgivningsdatum | Utvecklare         | Utgivare                    | Format            |
| -------------------------------- | --------------- | ------------------ | --------------------------- | ----------------- |
| GTR – FIA GT Racing Game         | 2005-03-11      | SimBin             | 10Tacle                     | Microsoft Windows |
| GT Legends                       | 2005-10-15      | SimBin             | 10Tacle                     | Microsoft Windows |
| GTR2 – FIA GT Racing Game        | 2006-09-29      | SimBin Studios     | SimBin Studios              | Microsoft Windows |
| Race – The Official WTCC Game    | 2006-11-24      | SimBin             | Eidos Interactive           | Microsoft Windows |
| Race – Caterham Expansion        | 2007-06-??      | SimBin             | Eidos Interactive           | Microsoft Windows |
| Race 07 – The Official WTCC Game | 2007-10-12      | SimBin             | SimBin                      | Microsoft Windows |
| STCC – The Game                  | 2008-08-01      | SimBin             | SimBin Studios              | Microsoft Windows |
| Race 07 – Crowne Plaza           | 2008-08-01      | SimBin             | SimBin Studios              | Microsoft Windows |
| GTR Evolution                    | 2008-08-01      | SimBin Development | SimBin Studios              | Microsoft Windows |
| Race Pro                         | 2009-02-17      | SimBin             | Atari                       | Xbox 360          |
| Volvo – The Game                 | 2009-05-26      | SimBin             | SimBin Studios & Volvo Cars | Microsoft Windows |
| Race On                          | 2009-10-22      | SimBin             | bitComposer                 | Microsoft Windows |
| RaceRoom – The Game              | 2010-12-??      | SimBin             | ?                           | Microsoft Windows |
| Formula RaceRoom                 | 2011-03-01      | SimBin Studios     | SimBin Studios              | Microsoft Windows |
| STCC – The Game 2                | 2011-03-17      | SimBin Studios     | SimBin Studios              | Microsoft Windows |
| GT Power Pack                    | 2011-04-01      | SimBin Studios     | SimBin Studios              | Microsoft Windows |
| WTCC 2010 Pack                   | 2011-12-01      | SimBin Studios     | SimBin Studios              | Microsoft Windows |
| Retro Pack                       | 2011-06-01      | SimBin Studios     | SimBin Studios              | Microsoft Windows |
| RaceRoom The Game 2              | 2011-11-01      | SimBin             | SimBin Studios              | Microsoft Windows |
| Race Injection                   | 2011-11-18      | SimBin             | RaceRoom Entertainment      | Microsoft Windows |
| RaceRoom Racing Experience       | 2013            | SimBin             | RaceRoom Entertainment      | Microsoft Windows |